# Колд-Спрінг Тауншип (округ Лебанон, Пенсільванія)
Колд-Спрінг Тауншип (англ. Cold Spring Township) — селище (англ. township) в США, в окрузі Лебанон штату Пенсільванія. Населення — 59 осіб (2020).

## Демографія
Згідно з переписом 2010 року, у селищі мешкали 52 особи в 21 домогосподарстві у складі 13 родин. Було 25 помешкань
Расовий склад населення:
| - 100,0 % — білих |

До двох чи більше рас належало 0,0 %. Частка іспаномовних становила 0,0 % від усіх жителів.
За віковим діапазоном населення розподілялося таким чином: 15,4 % — особи молодші 18 років, 71,1 % — особи у віці 18—64 років, 13,5 % — особи у віці 65 років та старші. Медіана віку мешканця становила 48,0 року. На 100 осіб жіночої статі у селищі припадало 136,4 чоловіків;  на 100 жінок у віці від 18 років та старших — 131,6 чоловіків також старших 18 років.
Середній дохід на одне домашнє господарство  становив 78 029 доларів США (медіана — 67 750), а середній дохід на одну сім'ю — 93 900 доларів (медіана — 68 875). 
Цивільне працевлаштоване населення становило 26 осіб. Основні галузі зайнятості: будівництво — 61,5 %, транспорт — 38,5 %.